# Grand Prix automobile de France 1954
GP précédent GP suivant
Le Grand Prix de France 1954 (XLIe Grand Prix de l'A.C.F.), disputé sur le circuit de Reims-Gueux le 4 juillet 1954, est la trente-sixième épreuve du championnat du monde de Formule 1 courue depuis 1950 et la quatrième manche du championnat 1954.

## Contexte avant le Grand Prix

### Le championnat du monde
À l'exception des 500 miles d'Indianapolis, disputés selon l'ancienne formule internationale, le championnat du monde 1954 se court suivant la nouvelle réglementation de la formule 1 (moteur 2500 cm3 atmosphérique ou 750 cm3 suralimenté, carburant libre), introduite cette même année, après deux saisons de transition en Formule 2 dominées par la Scuderia Ferrari, Alberto Ascari s'étant octroyé deux titres de champion du monde consécutifs. L'as italien a néanmoins quitté l'équipe Ferrari pour Lancia et a remporté début mai les prestigieuses Mille Miglia au volant d'une D24 Sport. En ce début de saison, ayant manqué les premiers grands prix, il n'a toutefois pu défendre son titre, la nouvelle D50 conçue par Vittorio Jano n'étant pas encore au point, et c'est au volant d'une Maserati d'usine qu'il va, avec l'accord de Gianni Lancia, effectuer sa rentrée en monoplace à l'occasion de ce Grand Prix de l'ACF. Maserati utilise depuis le début de saison la nouvelle 250F avec laquelle Juan Manuel Fangio (qui doit faire débuter à Reims la toute nouvelle Mercedes-Benz) a brillamment remporté les Grands Prix d'Argentine et de Belgique. Privée d'Ascari, La Scuderia Ferrari n'affiche plus la même supériorité que les saisons précédentes, son nouveau modèle 553 étant loin d'afficher les qualités de tenue de route et de fiabilité de la célèbre 500 F2; la Scuderia utilise également un modèle intérimaire, la 625, dérivé de la formule 2. Seul constructeur français en lice, Gordini dispose quant à lui de moyens trop limités pour espérer inquiéter les monoplaces italiennes et allemandes. L'épreuve de Reims marque le retour très attendu de Mercedes en Grand Prix, le constructeur allemand ayant développé une monoplace bénéficiant de techniques très modernes.
Grâce à ses deux victoires, Fangio est largement en tête du championnat à la veille de la manche française. Il compte huit points d'avance sur Maurice Trintignant, le pilote français étant cette saison pilote d'usine Ferrari.

### Le circuit

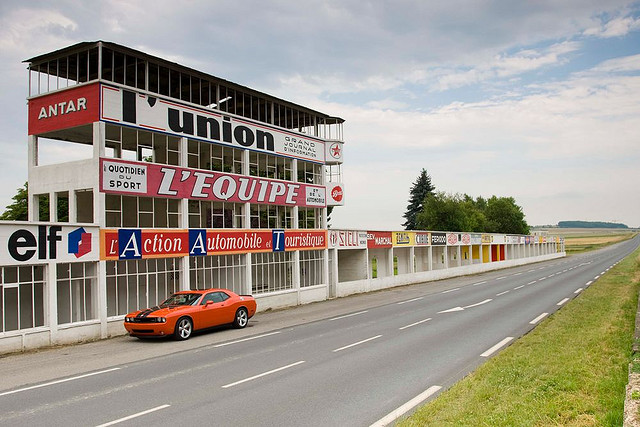
La tribune du circuit de Reims-Gueux, photographiée en 2008 (au fond, le virage de Thillois).

Utilisé depuis 1926, le circuit a été modifié en 1952 et 1953 et est désormais l'un des plus rapides d'Europe. Long de plus de huit kilomètres, il comporte de longues lignes droites permettant des vitesses très élevées, favorisant le phénomène d'aspiration et les courses en peloton. Depuis 1953, le meeting de Reims propose deux courses internationales, les 12 Heures de Reims, réservées aux voitures de sport, se déroulant du samedi minuit au dimanche midi, en lever de rideau du Grand Prix. Le dernier vainqueur en date est Mike Hawthorn, qui sur sa Ferrari avait obtenu son premier succès en championnat du monde au terme d'un duel épique avec Juan Manuel Fangio.
En 1953 les meilleurs tours avaient été accomplis, aux essais comme en course, à 186 km/h de moyenne. Plus puissantes, les nouvelles formules 1 devraient se montrer nettement plus performantes sur cette piste rapide. Les établissements Pommery, producteurs de champagne, ont d'ailleurs promis une récompense de cinquante bouteilles au premier coureur à atteindre la moyenne horaire de 200 km/h, cent bouteilles pour 201 km/h, deux cents pour 202 km/h et trois cents pour 203 km/h, offre publicitaire qui va accroître l'intérêt des essais qualificatifs.

## Monoplaces en lice
- Ferrari 553 et 625 "Usine"

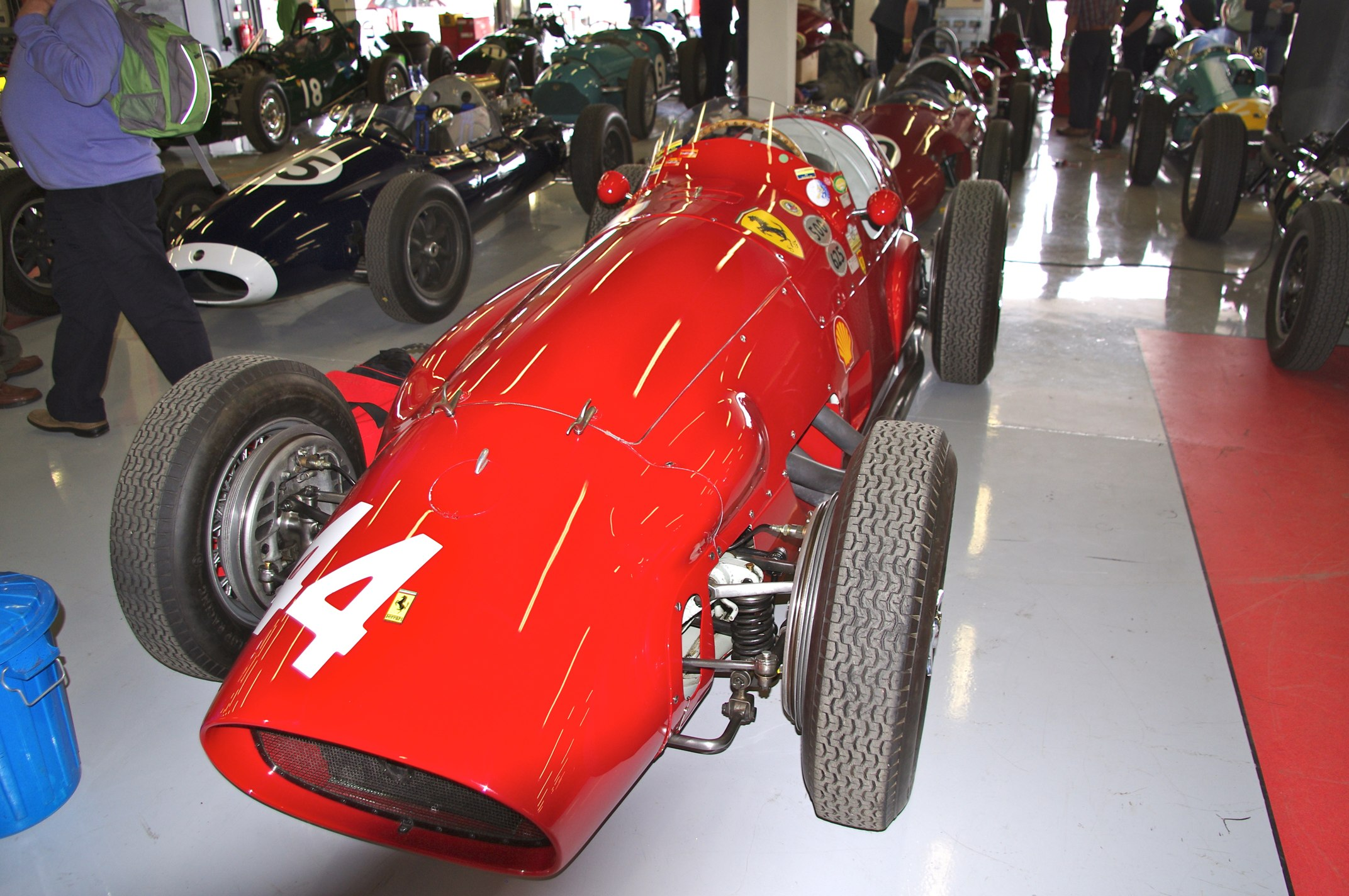
La Ferrari 625, dérivée de la célèbre 500 F2

Apparue lors du Grand Prix d'Italie 1953 (en version deux litres), la Ferrari 553 (surnommée Squalo) est loin d'avoir répondu aux attentes de la Scuderia. Équipée cette saison d'un quatre cylindres développant 250 chevaux à 7500 tr/min pour un poids de 620 kg, elle se montre très délicate à piloter et manque de fiabilité. Aussi l'équipe utilise-t-elle, en parallèle, la 625 (dérivée de la 500 F2), moins puissante (240 chevaux à 7000 tr/min), plus lourde (630 kg), mais plus homogène et plus fiable. L'usine a amené deux 553 pour José Froilán González et Mike Hawthorn et deux 625, une attribuée à Maurice Trintignant, l'autre servant de voiture de réserve à la suite de l'indisponibilité de Giuseppe Farina, grièvement brûlé aux jambes lors des essais du Grand Prix Supercortemaggiore à Monza, sa Ferrari Monza s'étant subitement enflammée cause d’une rupture de tuyauterie d'essence. Les deux Ferrari de l'Écurie Rosier sont présentes, la 625 étant destinée à Robert Manzon, Louis Rosier pilotant l'ancienne 500 désormais équipée d'un moteur du type 625. L'Écurie Francorchamps avait engagé une 500 pour Jacques Swaters, mais elle n'apparaîtra pas à Reims, le moteur étant en réparation.
- Maserati 250F "Usine"

Grâce à Juan Manuel Fangio, prêté par Mercedes pour le début de saison, Maserati a à deux reprises battu Ferrari lors des deux premières manches (en excluant Indianapolis, épreuve atypique du championnat). Si l'Argentin dispose à Reims de sa nouvelle monture allemande, l'équipe italienne peut toutefois s'assurer les services d'un autre grand champion en la personne d'Alberto Ascari, prêté par Scuderia Lancia dont la nouvelle monoplace n'est pas encore au point. Ascari dispose de la voiture (châssis n°2505) utilisée par Fangio en Argentine et en Belgique. Au côté du champion du monde en titre, on retrouve Onofre Marimon et Luigi Villoresi (également sous contrat Lancia), à qui l'usine a attribué la monoplace personnelle de Stirling Moss (châssis n°2508), repeinte en rouge pour l'occasion. Performante, fiable, équilibrée, la 250F est équipée d'un six cylindres en ligne développant environ 250 chevaux à 7200 tr/min, pour un poids de l'ordre de 630 kg. Quoique courant sur sa voiture personnelle, Sergio Mantovani bénéficie d'un engagement usine, mais l'Italien va déclarer forfait. Trois 250F privées sont également présentes, pilotées par Roy Salvadori (Gilby Engineering), Ken Wharton (qui étrenne la voiture flambant neuve d'Owen Racing) et le Prince Bira. On trouve en outre deux A6SSG (à moteur 250F), aux mains de Roberto Mieres et Harry Schell.
- Mercedes-Benz W196 "Usine"

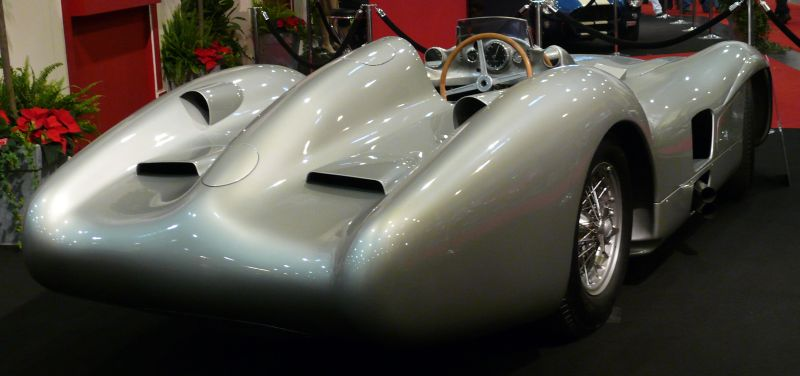
La Mercedes W196 dans sa version carénée, capable d'atteindre 290 km/h

Pour son retour en Grand Prix, le constructeur allemand a conçu une monoplace très moderne, utilisant des techniques originales. Tout d'abord, la W196 dispose d'une carrosserie enveloppante, spécialement adaptée aux circuits rapides. Le moteur est un huit cylindres en ligne alimenté par injection directe. La commande des soupapes est du type desmodromique, autorisant un régime plus élevé que les traditionnels ressorts. Le carburant utilisé est composé à 45 % de benzol, 25 % d'alcool méthylique, 25 % d'essence, 3 % d'acétone et 2 % de nitrobenzène. La puissance annoncée est de 257 chevaux à 8250 tr/min, et grâce au profilage très étudié (Cx de 0,43), la vitesse de pointe est de l'ordre de 290 km/h (contre 270 pour les Ferrari et Maserati). Malgré son poids élevé (720 kg), qui a nécessité l'utilisation d'imposants tambours de freins, montés "inboard", la W196 bénéficie d'excellentes accélérations, grâce à une boîte de vitesses ZF à cinq rapports parfaitement étagés (contre quatre pour ses concurrentes italiennes). L'usine développe en parallèle une carrosserie ouverte, plus légère et offrant une meilleure visibilité, destinée aux circuits sinueux. Si le meeting de Reims constitue sa première apparition publique, la nouvelle Mercedes a toutefois effectué, depuis mars, de nombreux kilomètres en essais privés, aux mains de Karl Kling, Hans Herrmann et de l'ingénieur Uhlenhaut. Ce dernier a d'ailleurs tourné sur le circuit de Reims quelques semaines avant le Grand Prix, sur une W196 version carburateurs. Trois voitures ont été engagées, pour Juan Manuel Fangio, premier pilote, épaulé par Kling et Herrmann, une quatrième servant de mulet.
- Gordini T16 "Usine"

En 1954, Amédée Gordini est dans une situation financière très délicate, l'incitant à multiplier les engagements en course (les primes de départ étant le principal revenu de l'équipe), au détriment de la préparation des voitures. Les modèles T16 utilisés en Grand Prix ont été construits entre mars et juillet 1952, d'abord en formule 2 avant de recevoir cette année des moteurs 2,5 litres. L'équipe ne disposant ni du budget ni du temps nécessaires à la fabrication de pièces de rechange, la fiabilité de ces monoplaces âgées de deux ans est problématique, cette situation ayant entraîné en fin de saison dernière le départ de Maurice Trintignant et d'Harry Schell. Jean Behra reste le seul pilote de pointe de l'équipe; le Niçois a exploité au mieux l'agilité de la petite T16 pour s'imposer en mars au Grand Prix de Pau (hors championnat), devant la Ferrari de Trintignant, c'est le seul fait d'armes de Gordini cette saison. Le moteur Gordini Type 23 est un six cylindres en ligne développant environ 230 chevaux à 6500 tr/min. Avec ce moteur, et équipées d'une boîte à cinq vitesses, les T16 pèsent près de 640 kg. L'équipe a engagé trois voitures : Behra est épaulé par Paul Frère et Jacques Pollet. Le pilote belge Georges Berger a également engagé une T16 (il s'agit du châssis n°31, racheté en décembre 1953 à l'usine, équipé depuis juin d'un moteur Type 23 mais ayant conservé la boîte à quatre vitesses).
- HWM 53 "Usine"

La petite équipe HWM, dirigée par John Heath, engage une voiture dérivée de la F2 de la saison passée, équipée d'un moteur Alta de 2,3 litres à injection S.U., pour le pilote britannique Lance Macklin. Malgré son faible poids (moins de 600 kg), cette monoplace ne disposant que de 210 chevaux ne peut espérer un résultat tangible.
- Vanwall "Usine"

Tony Vandervell avait engagé la toute nouvelle Vanwall Special pour Peter Collins, mais le constructeur britannique a finalement déclaré forfait.

## Coureurs inscrits
| no | Pilote                | Écurie                    | Constructeur  | Modèle             | N° châssis | Moteur           | Pneumatiques |
| -- | --------------------- | ------------------------- | ------------- | ------------------ | ---------- | ---------------- | ------------ |
| 2  | José Froilán González | Scuderia Ferrari          | Ferrari       | Ferrari 553        | 553-3      | Ferrari L4       | P            |
| 4  | Maurice Trintignant   | Scuderia Ferrari          | Ferrari       | Ferrari 625        | 625-6      | Ferrari L4       | P            |
| 6  | Mike Hawthorn         | Scuderia Ferrari          | Ferrari       | Ferrari 553        | 553-2      | Ferrari L4       | P            |
| 8  | Giuseppe Farina       | Scuderia Ferrari          | Ferrari       | Ferrari 625        | 625-7      | Ferrari L4       | P            |
| 10 | Alberto Ascari        | Officine Alfieri Maserati | Maserati      | Maserati 250F      | 2505       | Maserati L6      | P            |
| 12 | Onofre Marimon        | Officine Alfieri Maserati | Maserati      | Maserati 250F      | 2506       | Maserati L6      | P            |
| 14 | Luigi Villoresi       | Officine Alfieri Maserati | Maserati      | Maserati 250F      | 2508       | Maserati L6      | P            |
| 16 | Roberto Mieres        | Privé                     | Maserati      | Maserati A6SSG     | 2501       | Maserati L6      | P            |
| 18 | Juan Manuel Fangio    | Daimler Benz AG           | Mercedes-Benz | Mercedes-Benz W196 | W196-3     | Mercedes-Benz L8 | C            |
| 20 | Karl Kling            | Daimler Benz AG           | Mercedes-Benz | Mercedes-Benz W196 | W196-5     | Mercedes-Benz L8 | C            |
| 22 | Hans Herrmann         | Daimler Benz AG           | Mercedes-Benz | Mercedes-Benz W196 | W196-2     | Mercedes-Benz L8 | C            |
| 24 | Jean Behra            | Equipe Gordini            | Gordini       | Gordini T16        | 32         | Gordini L6       | E            |
| 26 | Jacques Pollet        | Equipe Gordini            | Gordini       | Gordini T16        | 34         | Gordini L6       | E            |
| 28 | Paul Frère            | Equipe Gordini            | Gordini       | Gordini T16        | 33         | Gordini L6       | E            |
| 30 | Georges Berger        | Privé                     | Gordini       | Gordini T16        | 31         | Gordini L6       | E            |
| 32 | Lance Macklin         | HW Motors                 | HWM           | HWM 53             | 52/106     | Alta L4          | D            |
| 34 | Robert Manzon         | Écurie Rosier             | Ferrari       | Ferrari 625        | 54-1       | Ferrari L4       | P            |
| 36 | Louis Rosier          | Écurie Rosier             | Ferrari       | Ferrari 500        | 186-F2     | Ferrari L4       | D            |
| 38 | Jacques Swaters       | Écurie Francorchamps      | Ferrari       | Ferrari 500        | 208-F2     | Ferrari L4       | E            |
| 40 | Sergio Mantovani      | Officine Alfieri Maserati | Maserati      | Maserati 250F      | 2502       | Maserati L6      | P            |
| 42 | Ken Wharton           | Owen Racing Organisation  | Maserati      | Maserati 250F      | 2509       | Maserati L6      | D            |
| 44 | Roy Salvadori         | Gilby Engineering         | Maserati      | Maserati 250F      | 2507       | Maserati L6      | D            |
| 46 | Prince Bira           | Privé                     | Maserati      | Maserati 250F      | 2504       | Maserati L6      | P            |
| 48 | Harry Schell          | Privé                     | Maserati      | Maserati A6SSG     | 2503       | Maserati L6      | P            |
| 50 | Peter Collins         | GA Vandervell             | Vanwall       | Vanwall Special    | V. Special | Vanwall L4       | P            |

- Remarque : Les Maserati A6SSG (également connues sous le nom d'A6GCM 'Interim') sont en fait des A6GCM modifiées, dont les châssis ont été renumérotés à partir du numéro 2501 lors de leur évolution[3].

## Qualifications
Trois journées d'essais qualificatifs sont prévues, les mercredi, jeudi et vendredi précédant le Grand Prix (le samedi étant réservé aux voitures de sport participant à la course des 12 heures).
Peu de concurrents sont présents lors de la première journée. En plus de l'équipe Mercedes, qui dispose de quatre monoplaces, on trouve seulement trois autres voitures : la Maserati de Gilby Engineering pour Roy Salvadori et celle d'Owen Racing pour Ken Wharton, ainsi qu'une HWM d'usine. La grande inconnue est le niveau de performance des nouvelles Mercedes, dont c'est la première course. Juan Manuel Fangio est l'un des premiers en piste, et affiche immédiatement le potentiel de la W196 : dès son quatrième tour lancé, il franchit la barre des 200 km/h de moyenne avec un temps de 2 min 29 s 4, s'adjugeant les cinquante bouteilles de champagne offertes par Pommery au premier pilote à réaliser cet exploit. Fangio a amélioré son propre record de près de douze secondes ! Même si ses coéquipiers Karl Kling et Hans Herrmann ne parviennent à approcher son temps, les Mercedes se placent d'emblée en favorites, leur vitesse de pointe (290 km/h) se révélant un atout déterminant sur les longues lignes droites champenoises. Pour sa première apparition en Grand Prix, Kling réalise le deuxième temps de la journée, tandis qu'Herrmann est devancé par la Maserati de Salvadori. C'est le Britannique Jack Fairman qui a piloté l'HWM, dans l'attente de l'arrivée de Lance Macklin.
Le jeudi, les Maserati officielles sont arrivées. Alberto Ascari, qui découvre la Maserati 250F, se montre immédiatement performant. Lors de son deuxième tour chronométré, il réalise 2 min 31 s 3 et se montre le seul à négocier la courbe rapide qui suit les stands sans lever le pied, à environ 240 km/h. Fangio, dont la vitesse de pointe est plus élevée, est lui contraint de soulager l'accélérateur à cet endroit. L'Argentin se montre une nouvelle fois le plus rapide lors de cette deuxième journée : avec 2 min 29 s 5 (199,9 km/h), il approche d'un dixième son temps de la veille. Les Ferrari d'usine ne sont pas encore arrivées, seul Robert Manzon représente la Scuderia avec sa 625 privée.
Le vendredi, les Ferrari d'usine sont enfin présentes, mais pas les Gordini qui, faute de chrono officiel, seront contraintes de prendre le départ en fond de grille, tout comme la Maserati privée du Franco-Américain Harry Schell. Chez Mercedes, Fangio, sûr de rester invaincu, ne tourne pas, et c'est Kling qui effectue la plupart des essais. Il va réaliser le meilleur temps de la journée (198,7 km/h, à une seconde pleine du temps réalisé par Fangio le mercredi), s'assurant une place en première ligne au côté de son illustre coéquipier. Ascari réalise un temps presque identique et complète la première ligne, mais une casse va contraindre le champion du monde à utiliser le moteur de réserve pour la course. José Froilán González se montre de loin le plus rapide des pilotes Ferrari, se qualifiant en quatrième position devant la Maserati de son compatriote Onofre Marimon. Très à l'aise au cours des essais, le Prince Bira est le meilleur des privés, se qualifiant sixième au volant de sa 250F personnelle, devançant la Mercedes d'Herrmann et les Ferrari de Mike Hawthorn et Maurice Trintignant.

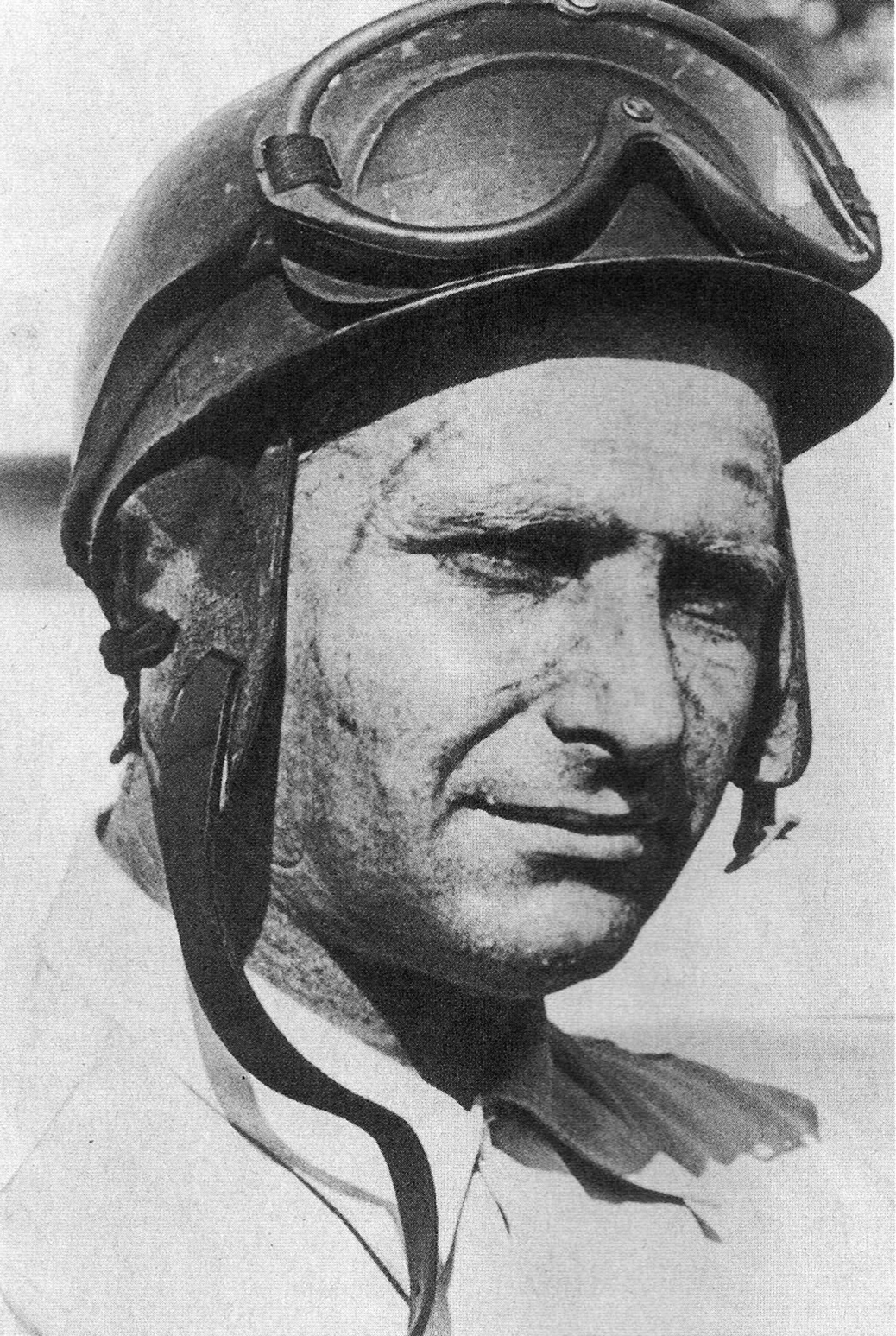
Nouvel exploit de Fangio aux essais : 200 km/h de moyenne au volant de la nouvelle Mercedes.

| Pos. | no | Pilote                | Écurie        | Temps        | Écart    |
| ---- | -- | --------------------- | ------------- | ------------ | -------- |
| 1    | 18 | Juan Manuel Fangio    | Mercedes-Benz | 2 min 29 s 4 |          |
| 2    | 20 | Karl Kling            | Mercedes-Benz | 2 min 30 s 4 | + 1 s 0  |
| 3    | 10 | Alberto Ascari        | Maserati      | 2 min 30 s 5 | + 1 s 1  |
| 4    | 2  | José Froilán González | Ferrari       | 2 min 30 s 6 | + 1 s 2  |
| 5    | 12 | Onofre Marimon        | Maserati      | 2 min 31 s 6 | + 2 s 2  |
| 6    | 46 | Prince Bira           | Maserati      | 2 min 35 s 1 | + 5 s 7  |
| 7    | 22 | Hans Herrmann         | Mercedes-Benz | 2 min 35 s 3 | + 5 s 9  |
| 8    | 6  | Mike Hawthorn         | Ferrari       | 2 min 35 s 6 | + 6 s 2  |
| 9    | 4  | Maurice Trintignant   | Ferrari       | 2 min 36 s 1 | + 6 s 7  |
| 10   | 44 | Roy Salvadori         | Maserati      | 2 min 36 s 3 | + 6 s 9  |
| 11   | 16 | Roberto Mieres        | Maserati      | 2 min 38 s 7 | + 9 s 3  |
| 12   | 34 | Robert Manzon         | Ferrari       | 2 min 42 s 0 | + 12 s 6 |
| 13   | 36 | Louis Rosier          | Ferrari       | 2 min 42 s 1 | + 12 s 7 |
| 14   | 14 | Luigi Villoresi       | Maserati      | 2 min 42 s 7 | + 13 s 3 |
| 15   | 32 | Lance Macklin         | HWM           | 2 min 52 s 5 | + 23 s 1 |
| 16   | 42 | Ken Wharton           | Maserati      | 3 min 09 s 3 | + 39 s 9 |

## Grille de départ du Grand Prix
| 1re ligne | Pos. 3                        |                                 | Pos. 2                              |                                  | Pos. 1                            |
|           | Ascari Maserati 2 min 30 s 5  |                                 | Kling Mercedes-Benz 2 min 30 s 4    |                                  | Fangio Mercedes-Benz 2 min 29 s 4 |
| 2e ligne  |                               | Pos. 5                          |                                     | Pos. 4                           |                                   |
|           |                               | Marimon Maserati 2 min 31 s 6   |                                     | González Ferrari 2 min 30 s 6    |                                   |
| 3e ligne  | Pos. 8                        |                                 | Pos. 7                              |                                  | Pos. 6                            |
|           | Hawthorn Ferrari 2 min 35 s 6 |                                 | Herrmann Mercedes-Benz 2 min 35 s 3 |                                  | Bira Maserati 2 min 35 s 1        |
| 4e ligne  |                               | Pos. 10                         |                                     | Pos. 9                           |                                   |
|           |                               | Salvadori Maserati 2 min 36 s 3 |                                     | Trintignant Ferrari 2 min 36 s 1 |                                   |
| 5e ligne  | Pos. 13                       |                                 | Pos. 12                             |                                  | Pos. 11                           |
|           | Rosier Ferrari 2 min 42 s 1   |                                 | Manzon Ferrari 2 min 42 s 0         |                                  | Mieres Maserati 2 min 38 s 7      |
| 6e ligne  |                               | Pos. 15                         |                                     | Pos. 14                          |                                   |
|           |                               | Macklin HWM 2 min 52 s 5        |                                     | Villoresi Maserati 2 min 42 s 7  |                                   |
| 7e ligne  | Pos. 18                       |                                 | Pos. 17                             |                                  | Pos. 16                           |
|           | Pollet Gordini pas de temps   |                                 | Behra Gordini pas de temps          |                                  | Wharton Maserati 3 min 09 s 3     |
| 8e ligne  |                               | Pos. 20                         |                                     | Pos. 19                          |                                   |
|           |                               | Berger Gordini pas de temps     |                                     | Frère Gordini pas de temps       |                                   |
| 9e ligne  |                               |                                 |                                     |                                  | Pos. 21                           |
|           |                               |                                 |                                     |                                  | Schell Maserati pas de temps      |

## Déroulement de la course
Malgré la nette supériorité affichée aux essais par ses voitures, l'équipe Mercedes-Benz connaît de sérieux soucis : en effet, la consommation effective a été nettement supérieure à celle prévue (35 litres aux 100 kilomètres). Afin d'éviter un ravitaillement en course, l'usine a fabriqué en urgence le samedi des réservoirs auxiliaires, acheminés personnellement dans la soirée par l'ingénieur Rudolf Uhlenhaut, réservoirs que les mécaniciens ont réussi à monter in extremis sur les trois monoplaces.
Le départ est donné à 14 h 45. Malgré le temps menaçant, cent mille spectateurs assistent à la course. Au baisser du drapeau, les deux Mercedes-Benz de Juan Manuel Fangio et Karl Kling laissent leurs adversaires sur place et comptent déjà plusieurs longueurs d'avance sur les Ferrari de José Froilán González et Mike Hawthorn en passant devant les tribunes, alors que la Maserati d'Alberto Ascari, partie de la première ligne, semble avoir des problèmes et se fait déborder par une bonne partie du plateau. González, prenant tous les risques, parvient à recoller aux deux Mercedes et à la fin du premier tour, alors que Kling a pris la tête, il passe la ligne côte à côte avec Fangio. Hawthorn est un peu plus loin, tandis qu'Ascari, remonté en cinquième position, est en passe d'abandonner, moteur hors d'usage. Parti en fond de grille, Jean Behra (Gordini) a réalisé un excellent départ et est déjà remonté en treizième position.
Malgré une attaque permanente, González ne peut empêcher Kling et Fangio de le distancer à la faveur des longues lignes droites du circuit. Au cours du troisième tour, Fangio s'empare du commandement, mais ne cherche pas à distancer Kling. Les Ferrari de González et Hawthorn sont maintenant décrochées, elles devancent la Maserati d'Onofre Marimon et la troisième Mercedes pilotée par Hans Herrmann. Ce dernier, après un départ moyen, pousse à fond sa machine; il vient d'accomplir un tour à plus de 195 km/h et cherche à revenir sur les hommes de tête. Au cours du quatrième tour, il dépasse Marimon, au suivant Hawthorn, et revient rapidement dans les roues de González. Herrmann réussit à s'emparer de la troisième place au onzième tour, mais l'Argentin résiste magnifiquement et le repasse au suivant. Hélas pour l'intérêt de la course, le moteur de la Ferrari de González explose alors qu'il négocie pour la treizième fois le virage de Thillois, provoquant un spectaculaire tête-à-queue de l'Argentin, qu'Herrmann évite de justesse. Hawthorn ayant cassé son moteur trois tours plus tôt, c'en est déjà fini des deux Ferrari de pointe. Les trois Mercedes sont désormais en tête, devant la Maserati de Marimon qui ne semble pas en mesure de tenir leur rythme. L'intérêt de la course est néanmoins assuré par Behra, qui effectue un très beau début de course : il vient de se débarrasser de la Maserati de Luigi Villoresi, dont le moteur ne tourne plus que sur cinq cylindres, et est désormais septième, ayant rejoint la Ferrari de Maurice Trintignant et la Maserati privée du Prince Bira.

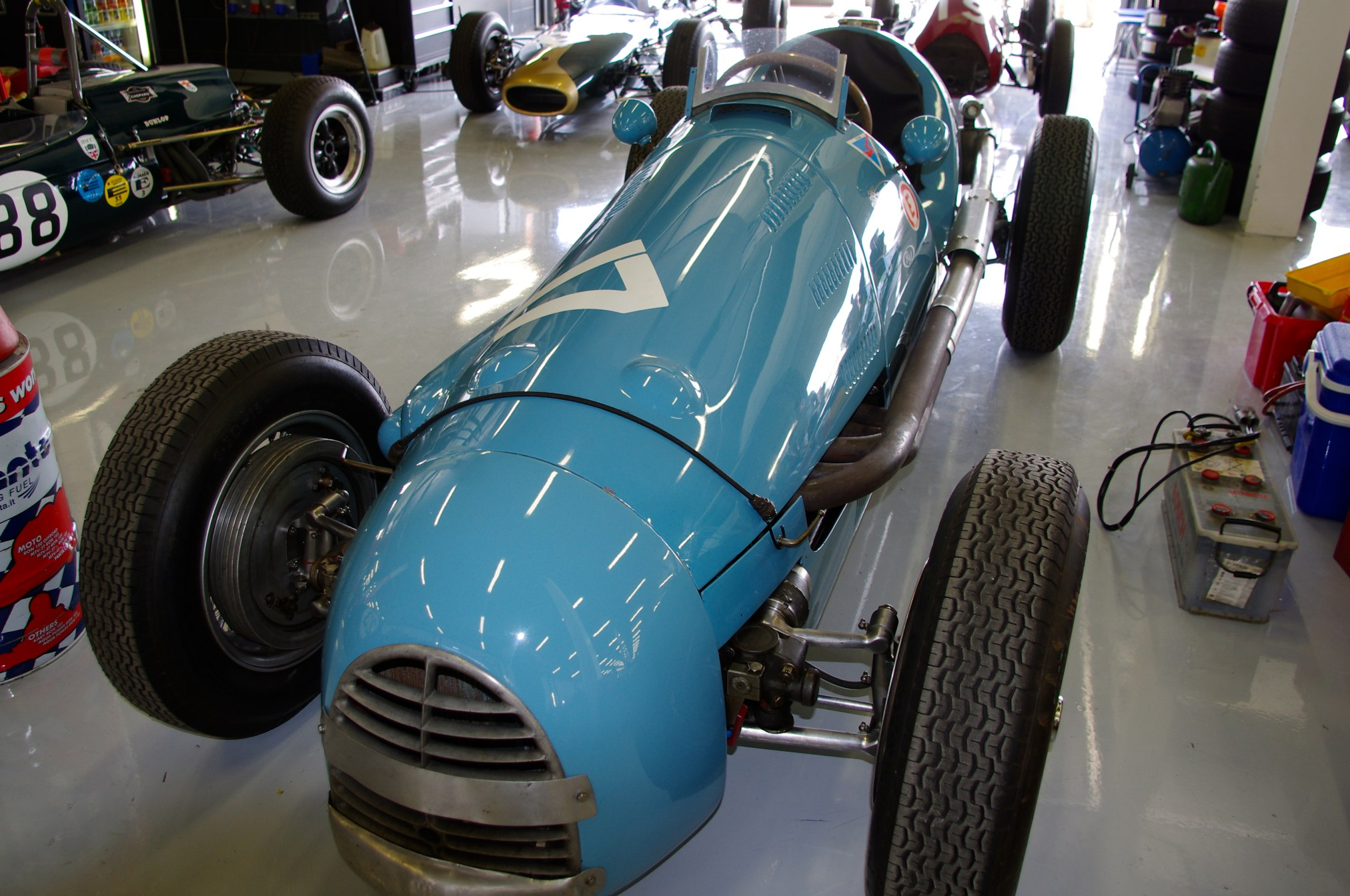
Sans un accrochage avec la Ferrari de Trintignant, la Gordini T16 de Behra pouvait prétendre à la troisième place.

Tandis que Fangio et Kling commencent à réduire leur cadence, Herrmann, qui cherche à les rejoindre, continue sur un rythme extrêmement soutenu. Toutefois, un nuage de fumée de tarde pas à s'échapper de son moteur, et le jeune Allemand va devoir abandonner au cours du dix-septième tour, le moteur n'ayant pas résisté à un surrégime (9100 tr/min au mouchard du compte-tours). Marimon est désormais troisième, à une quarantaine de secondes des deux Mercedes de tête qui roulent toujours de concert, mais le pilote Maserati connaît des soucis d'allumage et s'arrête quelques tours plus tard à son stand pour remplacement des bougies. Avec environ une minute d'avance sur le trio composé de Bira, Trintignant et Behra, qui roulent roues dans roues, les deux hommes de tête peuvent se permettre de réduire leur allure, passant régulièrement côte à côte devant les tribunes.
La lutte pour la troisième place est intense. Au vingtième tour, les trois voitures se sont présentées de front au virage de Thillois; Trintignant et Behra passent Bira mais sont sorties un peu large, et le pilote thaïlandais a pu les repasser à l'accélération. Deux boucles plus tard, au freinage de ce même virage, Behra percute la Ferrari de Trintignant, endommageant l'avant de sa Gordini. Il va devoir effectuer un long arrêt à son stand pour faire examiner sa voiture, perdant quatre tours et le bénéfice de son magnifique début de course. À la mi-épreuve, Kling et Fangio (qui échangent souvent leurs positions) comptent près d'une minute et demie d'avance sur Bira. Trintignant a perdu du terrain et se voit maintenant menacé par Robert Manzon, qui effectue une course régulière au volant de sa Ferrari privée. Beaucoup plus loin, Paul Frère (Gordini) compte près d'un tour de retard sur les Mercedes.
Au trente-sixième tour, Trintignant est également victime d'une casse moteur et la dernière Ferrari officielle disparaît. Une petite pluie se met alors à tomber. Dans ces conditions, les Mercedes se révèlent délicates à piloter et Fangio reprend la tête et commence à distancer régulièrement son coéquipier. Bira est considérablement gêné l'apparition de buée sur ses lunettes et se fait bientôt dépasser par Manzon pour le gain de la troisième place. Frère, qui vient de se faire prendre un tour par les hommes de tête, est maintenant cinquième et sous la pluie il parvient à suivre facilement le rythme de Kling. Il ne pourra profiter longtemps de sa position, un problème mécanique l'obligeant à renoncer après cinquante tours.
La pluie cesse avant la fin de l'épreuve. Pilotant à nouveau dans de bonnes conditions, Bira se lance à la poursuite de Manzon et lui reprend la troisième place au cinquante-huitième tour. Au stand Mercedes, on a demandé à Fangio de lever le pied afin de permettre à son coéquipier Kling de le rejoindre, et c'est pratiquement côte à côte que les deux Flèches d'Argent franchissent la ligne d'arrivée, avec une avance considérable sur leurs concurrents, le champion argentin emportant la course pour 1/10 de seconde. Dans la dernière ligne droite, Bira se retrouve à court de carburant et se fait souffler in extremis la troisième place par Manzon. Behra, qui a terminé sixième à cinq tours, furieux de l'incident ayant ruiné sa course (la troisième place était à sa portée), se précipite au stand de Trintignant, qu'il accuse de l'avoir bouchonné. Les deux pilotes en viennent rapidement aux mains, mais seront heureusement séparés avant que l'altercation ne dégénère.

### Classements intermédiaires
Classements intermédiaires des monoplaces aux premier, deuxième, troisième, cinquième, dixième, quinzième, vingtième, trentième, quarantième et cinquantième tours,.

### Classement de la course
| Pos  | No | Pilote                | Voiture       | Tours | Temps/Abandon                 | Grille | Points |
| ---- | -- | --------------------- | ------------- | ----- | ----------------------------- | ------ | ------ |
| 1    | 18 | Juan Manuel Fangio    | Mercedes-Benz | 61    | 2 h 42 min 47 s 9             | 1      | 8      |
| 2    | 20 | Karl Kling            | Mercedes-Benz | 61    | 2 h 42 min 48 s 0 (+ 0 s 1)   | 2      | 6      |
| 3    | 34 | Robert Manzon         | Ferrari       | 60    | 2 h 43 min 36 s 5 (+ 1 tour)  | 12     | 4      |
| 4    | 46 | Prince Bira           | Maserati      | 60    | 2 h 43 min 37 s 9 (+ 1 tour)  | 6      | 3      |
| 5    | 14 | Luigi Villoresi       | Maserati      | 58    | 2 h 45 min 17 s 1 (+ 3 tours) | 14     | 2      |
| 6    | 24 | Jean Behra            | Gordini       | 56    | 2 h 44 min 21 s 6 (+ 5 tours) | 17     |        |
| Abd. | 28 | Paul Frère            | Gordini       | 50    | Transmission                  | 19     |        |
| Abd. | 4  | Maurice Trintignant   | Ferrari       | 36    | Moteur                        | 9      |        |
| Abd. | 36 | Louis Rosier          | Ferrari       | 27    | Moteur                        | 13     |        |
| Abd. | 12 | Onofre Marimon        | Maserati      | 27    | Boîte de vitesses             | 5      |        |
| Abd. | 16 | Roberto Mieres        | Maserati      | 24    | Moteur                        | 11     |        |
| Abd. | 42 | Ken Wharton           | Maserati      | 19    | Transmission                  | 16     |        |
| Abd. | 48 | Harry Schell          | Maserati      | 19    | Pompe à essence               | 21     |        |
| Abd. | 22 | Hans Herrmann         | Mercedes-Benz | 16    | Moteur                        | 7      | 1      |
| Abd. | 44 | Roy Salvadori         | Maserati      | 15    | Arbre de transmission         | 10     |        |
| Abd. | 2  | José Froilán González | Ferrari       | 13    | Moteur                        | 4      |        |
| Abd. | 32 | Lance Macklin         | HWM-Alta      | 10    | Moteur                        | 15     |        |
| Abd. | 30 | Georges Berger        | Gordini       | 9     | Moteur                        | 20     |        |
| Abd. | 6  | Mike Hawthorn         | Ferrari       | 9     | Moteur                        | 8      |        |
| Abd. | 26 | Jacques Pollet        | Gordini       | 8     | Moteur                        | 18     |        |
| Abd. | 10 | Alberto Ascari        | Maserati      | 1     | Transmission                  | 3      |        |
| Np.  | 40 | Sergio Mantovani      | Maserati      |       | N'a pas pris le départ        |        |        |

Légende:
- Abd.=Abandon - Np.=Non partant

### Pole position et record du tour
- Pole position :  Juan Manuel Fangio en 2 min 29 s 4 (vitesse moyenne : 200,042 km/h). Temps réalisé lors de la séance qualificative du mercredi 30 juin[8].
- Meilleur tour en course :  Hans Herrmann en 2 min 32 s 9 (vitesse moyenne : 195,463 km/h) au troisième tour.

#### Évolution du record du tour en course
Le record de la piste fut établi en tout début d'épreuve.

### Tours en tête
- Karl Kling : 13 tours (1-2 / 29-33 / 38 / 54-57 / 60)
- Juan Manuel Fangio : 48 tours (3-28 / 34-37 / 39-53 / 58-59 / 61)

## Classement général à l'issue de la course
- attribution des points : 8, 6, 4, 3, 2 respectivement aux cinq premiers de chaque épreuve et 1 point supplémentaire pour le pilote ayant accompli le meilleur tour en course (signalé par un astérisque)
- Le règlement permet aux pilotes de se relayer sur une même voiture, les points éventuellement acquis étant alors partagés. Troy Ruttman et Duane Carter marquent chacun un point et demi pour leur quatrième place à Indianapolis, Mike Hawthorn et José Froilán González marquent chacun un point et demi pour leur quatrième place en Belgique.
- Sur dix épreuves qualificatives prévues pour le championnat du monde 1954, neuf seront effectivement courues, le Grand Prix des Pays-Bas, programmé le 6 juin[11], ayant été annulé.

| Pos. | Pilote                | Écurie                   | Points | ARG | 500 | BEL | FRA | GBR | ALL | SUI | ITA | ESP |
| ---- | --------------------- | ------------------------ | ------ | --- | --- | --- | --- | --- | --- | --- | --- | --- |
| 1    | Juan Manuel Fangio    | Maserati & Mercedes-Benz | 25     | 8   | -   | 9*  | 8   |     |     |     |     |     |
| 2    | Maurice Trintignant   | Ferrari                  | 9      | 3   | -   | 6   | -   |     |     |     |     |     |
| 3    | Bill Vukovich         | Kurtis Kraft             | 8      | -   | 8   | -   | -   |     |     |     |     |     |
| 4    | José Froilán González | Ferrari                  | 6,5    | 5*  | -   | 1,5 | -   |     |     |     |     |     |
| 5    | Giuseppe Farina       | Ferrari                  | 6      | 6   | -   | -   | -   |     |     |     |     |     |
|      | Jimmy Bryan           | Kuzma                    | 6      | -   | 6   | -   | -   |     |     |     |     |     |
|      | Karl Kling            | Mercedes-Benz            | 6      | -   | -   | -   | 6   |     |     |     |     |     |
| 8    | Jack McGrath          | Kurtis Kraft             | 5      | -   | 5*  | -   | -   |     |     |     |     |     |
| 9    | Stirling Moss         | Maserati                 | 4      | -   | -   | 4   | -   |     |     |     |     |     |
|      | Robert Manzon         | Ferrari                  | 4      | -   | -   | -   | 4   |     |     |     |     |     |
| 11   | Prince Bira           | Maserati                 | 3      | -   | -   | -   | 3   |     |     |     |     |     |
| 12   | Élie Bayol            | Gordini                  | 2      | 2   | -   | -   | -   |     |     |     |     |     |
|      | Mike Nazaruk          | Kurtis Kraft             | 2      | -   | 2   | -   | -   |     |     |     |     |     |
|      | André Pilette         | Gordini                  | 2      | -   | -   | 2   | -   |     |     |     |     |     |
|      | Luigi Villoresi       | Maserati                 | 2      | -   | -   | -   | 2   |     |     |     |     |     |
| 16   | Troy Ruttman          | Kurtis Kraft             | 1,5    | -   | 1,5 | -   | -   |     |     |     |     |     |
|      | Duane Carter          | Kurtis Kraft             | 1,5    | -   | 1,5 | -   | -   |     |     |     |     |     |
|      | Mike Hawthorn         | Ferrari                  | 1,5    | -   | -   | 1,5 | -   |     |     |     |     |     |
| 19   | Hans Herrmann         | Mercedes-Benz            | 1      | -   | -   | -   | 1*  |     |     |     |     |     |

## Statistiques
- 10e victoire en championnat du monde pour Juan Manuel Fangio.
- 1re victoire en championnat du monde pour Mercedes-Benz en tant que constructeur.
- 1re victoire en championnat du monde pour Mercedes-Benz en tant que motoriste.
- 1er Grand Prix de championnat du monde et 1ers points pour Karl Kling.
- 1er point en championnat du monde pour Hans Herrmann.
- Mercedes réalise un Grand Chelem dès sa première course en championnat du monde.